# 広徳寺 (あきる野市)
広徳寺（こうとくじ）は、東京都あきる野市にある臨済宗建長寺派の寺院。東京都指定史跡、秋の大銀杏が有名である。

## 歴史
1373年（応安6年）に鎌倉建長寺第70世住持である心源希徹禅師によって開山された。開基の龍応智雲尼の夫の正応長者が飼育していた馬が一本角の龍を産んだことから、山号が「龍角山」となっている。
その後、一旦衰微していたが、北条氏康によって再興された。後北条氏との関係が深く、後北条氏から交付された文書が残されている。
江戸時代は寺領40石が与えられている。これは周辺の寺院の中で、高尾山薬王院や深大寺に次ぐものであり、末寺は24か寺、塔頭は3か寺ある大寺院であった。あきる野市五日市の開光院、同市山田の能満寺、福生市福生の清岩院など、現在でも近隣地域に末寺が多く存在している。

## 文化財
- 広徳寺境域（東京都指定史跡 昭和53年3月16日指定）[2]
- 広徳寺のカヤ（東京都指定天然記念物 昭和27年11月3日指定）[3]
- 広徳寺のタラヨウ（東京都指定天然記念物 昭和27年11月3日指定）[4]
- 広徳寺総門（あきる野市有形文化財 昭和44年7月10日指定）[5]
- 広徳寺山門（あきる野市有形文化財 昭和44年7月10日指定）[5]
- 広徳寺山門木造十六羅漢像（あきる野市有形文化財 昭和59年11月25日指定）[5]
- 広徳寺本尊聖観音像（あきる野市有形文化財 平成3年10月8日指定）[5]
- 後北条氏虎印文書（あきる野市有形文化財 昭和44年7月10日指定）[5]

## 交通アクセス
- 武蔵五日市駅より徒歩30分。
- るのバス小和田バス停より徒歩10分。(平日とイベントなど特定日のみ運行)
- 西東京バス上町バス停より徒歩15分。(瀬音の湯、檜原村方面のバス)